# Ostenviertel

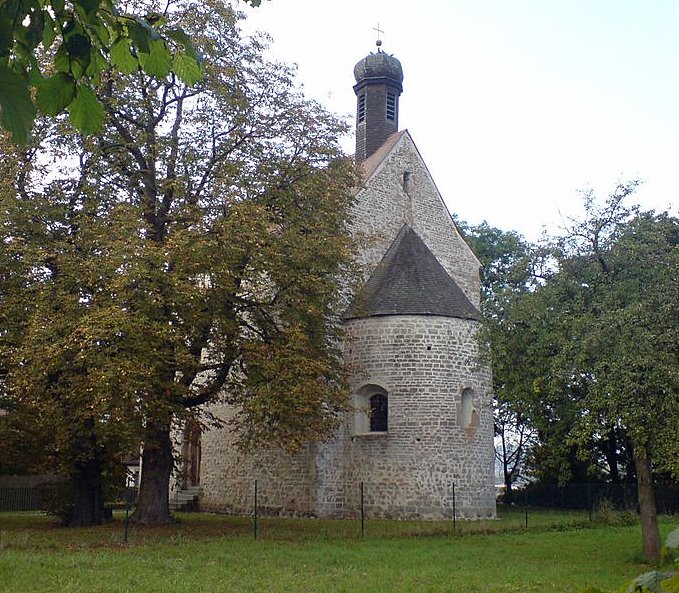
Kreuzhofkapelle

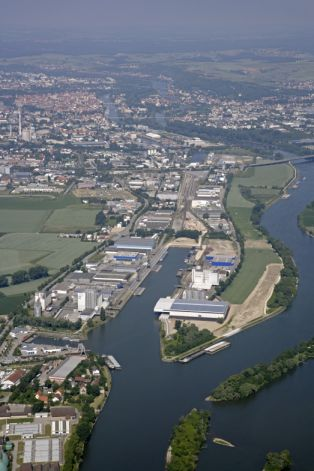
Hafen Regensburg

Das Ostenviertel ist der Stadtbezirk 10 von Regensburg. Der Stadtbezirk liegt südlich der Donau und östlich der Innenstadt. 

## Geschichte
Das Ostenviertel reicht von der früheren Ostenbastei der mittelalterlichen Stadtmauer über die Stadterweiterungen vor allem des 19. Jahrhunderts über die Ortsteile Hohes Kreuz und Irlmauth bis an den Stadtrand der Teile Irl und Kreuzhof, welche bis zur Gemeindegebietsreform 1978 noch zur Gemeinde Barbing gehörten. Das älteste noch erhaltene Gebäude des kleinen Orts Kreuzhof ist die romanische Kreuzhofkapelle.
Das Ostenviertel umfasst große Gewerbegebiete, unter anderem ein Werk der Continental AG, ein Siemens-Gerätewerk, ein stillgelegtes Werk der Südzucker AG sowie den Hafen Regensburg (West-, Öl- und Osthafen). Nach dem Jahr 2000 wurden an der Stadtgrenze bei Irl außerdem große Möbelfachmärkte angesiedelt, wohl auch um der Abwanderung von Kaufkraft in das Umland entgegenzuwirken.
Am Westende des Hafens wurde in den letzten Jahren der IT-Speicher, ein Technologie- und Gründerzentrum für Unternehmen der IT-Branche, errichtet. Dort haben sich inzwischen etwa 50 Unternehmen angesiedelt, die Einrichtung wird stetig erweitert.
Zwischen den Gewerbeansiedlungen findet man viele größere und kleinere Ansammlungen von Wohnbebauung.

## Kirchen
- St. Cäcilia
- Mater Dolorosa
- Kreuzhofkapelle